# 폴레과일박쥐
폴레과일박쥐(Casinycteris ophiodon)는 짧은입천장과일박쥐속에 속하는 큰박쥐류 박쥐의 일종이다. 취약근접종으로 분류하고, 아열대 또는 열대 숲에서 서식하며, 카메룬과 콩고공화국, 코트디부아르, 가나 그리고 라이베리아에서 발견된다.

## 특징
두 눈과 윗 입술 위에 두드러진 눈물같은 흰 반점이 있기 때문에 "눈물방울과일박쥐"로도 알려져 있다. 털은 지저분하고, 날개는 진한 갈색을 띤다. 몸길이는 74~78mm이고, 몸무게는 35~60g이다.

## 생태
서아프리카와 중앙아프리카의 저지대 숲에서 서식하며, 대부분 하층의 가장 아랫 부분에서 발견되고 다양한 과일과 꽃을 먹는다.